# Pseudosaproecius mirepunctatus
Pseudosaproecius mirepunctatus là một loài bọ cánh cứng trong họ Bọ hung (Scarabaeidae).